# Шаллім-аххе
Шаллім-аххе — правитель стародавнього міста Ашшур у першій половині XX століття до н. е.